# Josip Šimunić
Josip "Joe" Šimunić ([jǒsip ʃǐmunitɕ]; * 18. února 1978, Canberra, Austrálie) je bývalý chorvatský fotbalista, od roku 2023 prezident klubu NK Rudeš, kde v úřadu nahradil Ivana Kneževiče.
Hrál za Hamburger SV, Herthu BSC, TSG 1899 Hoffenheim a Dinamo Záhřeb.
Nastupoval za Chorvatsko a později  trénoval reprezentaci do 19 let.